# Христо Цокев
Христо Иванов Цокев-Живописеца е първият художник – габровец със специално завършено образование. Впоследствие се превръща и в един от първите български даровити и добре школувани художници от предосвободителната епоха.

## Биография
Първоначалното си образование получава в Габровското училище. Още като невръстно дете заминава с група габровски поклонници за Света гора, Атон. Остава в Хилендарския манастир през 1859 г. като послушник и проявява влечение към живописта. Помага на иконописците там, които забелязват неговите дарби.
След известно време, прекарано по светите земи, благодарение на един руски поклонник заминава за Русия. От 1860 г. е ученик в Киевската духовна семинария и приема монашески сан под името Харалампий, от което се отказва през 1867 г. при постъпването му в Московското училище за живопис, скулптура и архитектура. В края на 1860-те години го завършва с успех.
Под името Димитър Йоанов учи при В. В. Пукирьов, П. А. Десятов, С. К. Зарянко и В. Г. Петров. Завършва през 1873 г.
Същата година посещава Одеса и се завръща в Габрово. Тук рисува портрети на своите съграждани, изписва икони за църкви и манастири. Оттогава датира и прозвището Живописеца, което измества фамилията му Цокев. През 1874 г. се жени.
Участва дейно в организиране на Старозагорското въстание (1875). След погрома му през 1875 г. младият художник е поканен да рисува икони в църквата „Св. св. Кирил и Методий“ в Свищов. Заминава със своя шурей и решават да минат по пряк път. В местността Кара чала двамата пътници са нападнати от двама въоръжени турци и обрани. Понеже не намерили пари у тях, турците взели мушамата и ботушите на художника. След изобилие от псувни и обиди си тръгнали. Дълбоко възмутен от преживяното, Цокев запомнил образа на единия от похитителите и го нарисувал. По тази рисунка двамата разбойници били открити и заловени. Тази история се е разказвала дълги години в Габрово.
Заедно със съпругата си заминават за Свищов. До края на 1875 г. Цокев рисува. После, преследван от турците, емигрира с жена си в Гюргево. Там остава до Освобождението, като през цялото време рисува портрети и икони за църквите в Гюргево, Александрия и др. румънски градове и села. Същевременно развива активна революционна дейност като основател и член на Гюргевския клон на Българското централно благотворително общество. По време на Руско-турската война е художник при руските войски.
През 1879 г. се завръща в Габрово. На 15 ноември 1879 г. е назначен за учител по чертане и рисуване в новооткритата Габровска гимназия. В свободното си време отново рисува портрети и икони.
Христо Цокев кандидатства за учител в Софийската гимназия. Картината, която изпратил за участие в конкурса, била одобрена. Но поради влошаване на здравето му се отказва от учителското място. Учителства в Габровската гимназия още 4 години.

## Творчество
- Най-ранните му творби са от 1867 г. – „Портрет на стар монах“ (НХГ) и „Архимандрит Арсений Москвин“ (НХГ).
- Няколко портрета, рисувани от него, се намират в Софийския музей, пренесени от неговата съпруга.
- По време на следването, освен рисунковите етюди по гипсови антични глави и цели фигури, от времето на художественото следване са останали и мъжки актове от натура, в които показва живописна дарба и професионално умение.
- От следването му в Москва най-известни са творбите „Рускинче“ (1869, НХГ), „Автопортрет“ (1872, НХГ), „Мъж с ордени“ (1872, НХГ), „Етюд на млад мъж“ (1872, НХГ).
- Повлиян от творчеството на големи руски художници, създава творби като „Стара жена“, „Монахиня“, „Пушач“, „Руска селска девойка“. Създадени през 1872 г., те са едни от най-ранните творби в българската битовата живопис.
- Около 1872 г. рисува и пейзажа „Гора“ – един от първите самостоятелни пейзажи в българската живопис.
- В Одеса рисува реалистичния портрет на Михаил Каролев /1873/.

## Творец в България
В България се отдава предимно на иконопис и портрети:
- „Погребението на Спасителя“ – икона, окачена в средата на темплото (черковен иконостас) на храм „Успение на Св. Богородица“ в Габрово
- Иконата „Успение на Св. Богородица“ в черквата на Соколски манастир
- „Съществие на Светого Духа над Апостолов“ (1874) за храм „Света Троица“, Габрово
- Постижения са иконите за храм „Св. св. Кирил и Методий“, Свищов: „Благословящия Христос“, „Богородица Милующая“, „Св. Никола“, „Св. Йоан Кръстител“
- Иконата на „Св. Убрус“ и на „Св. арх. Михаил“
- 4 портрета в Музея на Историографското дружество, Габрово
- Портрет на Петко х. Манафов – приема се за значително постижение в творчеството му; намира се в Художествената галерия в Габрово (днес тя носи неговото име)
- Портрет на Марко Колев Табак от Габрово
- Портрет на свещеник Васил Михов, който се намира при сина му Асен Михов
- Портретите на майката и бащата на Райчо Каролев, съхранявани от внука им д-р Борис Каролев в София
- Портрети на майката и бащата на Иван П. Златин, съхранявани от техния внук в София д-р Никола Иван Златин
- Портрет на Цанко Добрев, съхраняван от снаха му Иванка Добрева в София

Със сигурност има още много портрети и икони, излезли от талантливата ръка на Христо Цокев, но липсва информация за тях.